# Trovafloxacină
Trovafloxacina este un antibiotic din clasa fluorochinolonelor de generația a 4-a, care este utilizat în tratamentul infecțiilor bacteriene. Căile de administrare disponibile sunt oral și intravenos.
Medicamentul a fost retras de pe piață din multe state (inclusiv la nivel european) datorită efectelor adverse de hepatotoxicitate grave, uneori fatale.